# Meden Rudnik

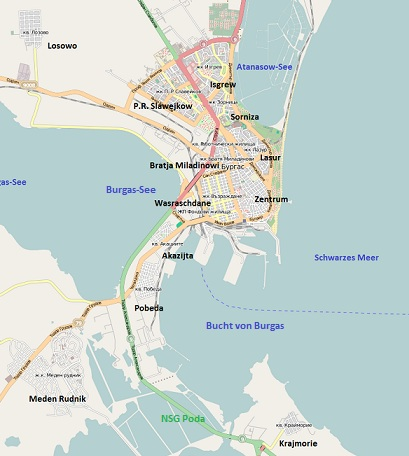
Mapa de la ciudad de Burgas

Meden Rudnik es el barrio más grande de la ciudad de Burgas. Su población en 2010 fue de unos 29.000 habitantes. El nombre antiguo de la localidad es "Kará Baír".

## Historia
Igual que otros barrios de Burgas (Sarafovo, Kraimorie), la historia de Meden Rudnik está relacionada con la pregunta de Tracia, que se pregunta la propiedad de los territorios de la zona de Tracia después de la caída del Imperio Otomano.
Con el paso de los años, mucha gente se fue trasladando a esa zona, hasta que en el año 1920 el Ayuntamiento de Burgas les cede una zona. En el año 1934 "Kará Baír" sufre un cambio de nombre, pasando a ser llamado Meden Rudnik.
La mayoría de sus habitantes son de la cercana sierra Istranca.

## Actualidad
En Meden Rudnik hay 4 colegios: "Konstantin Petkanov", "Elin Pelin", "Naiden Gerov" y "Petko Rosen". El barrio está dividido en 5 zonas (A,B,C,D,E).En la nueva zona E, en la cual se construyen edificios altos y modernos, hay como una comunidad de vecinos privada, Sunny Hill. Meden Rudnik es uno de los barrios que más rápido se desarrollan y modernizan de toda la ciudad de Burgas.
En la zona hay varios hipermercados, supermercados, bares y otros lugares de entretenimiento, además de centros comerciales. En la entrada del barrio hay dos parques: "Borovata Gorichka" y "Meden Rudnik". Además, es travesado por la Avda. "Zajari Stoianov", donde se ha establecido un recorrido de carril bici. En la zona A se está construyendo un nuevo hospital y hay un proyecto sobre un nuevo pabellón deportivo.